# 마라무레슈주

주 문장

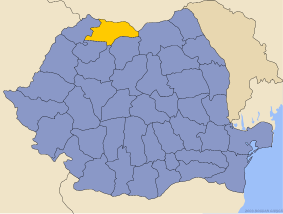
마라무레슈 주의 위치

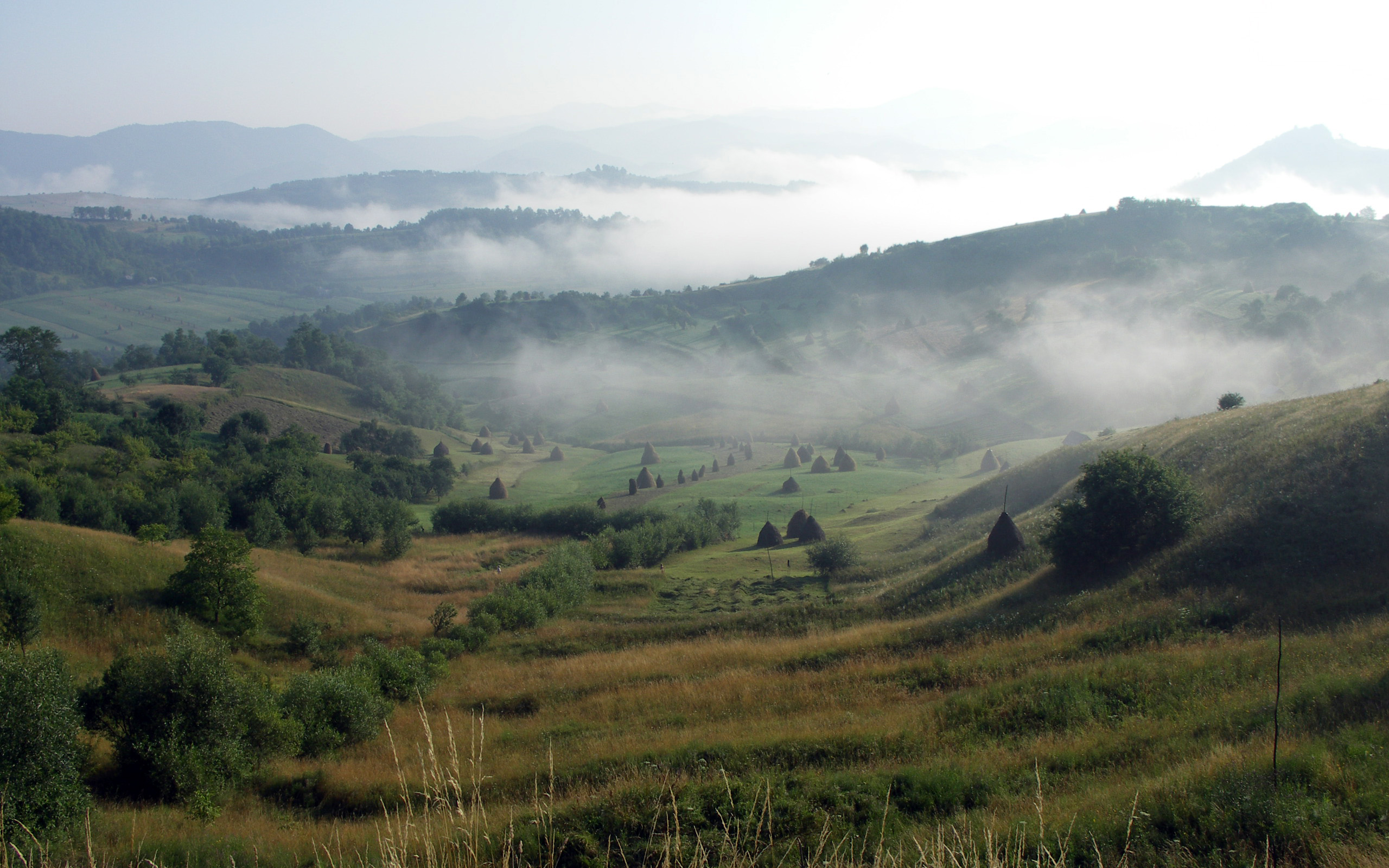
벌레니 마을

마라무레슈주(루마니아어: Judeţul Maramureş, 헝가리어: Máramaros, 우크라이나어: Мараморо́щина)는 루마니아 북서부 트란실바니아 지방에 위치한 주로, 주도는 바이아마레이며 면적은 6,304km2, 인구는 510,110명(2002년 기준), 인구 밀도는 81명/km2, ISO 3166-2 코드는 RO-MM이다. 동쪽으로는 수체아바 주, 서쪽으로는 사투마레 주, 북쪽으로는 우크라이나 이바노프란키우스크주와 자카르파탸주, 남쪽으로는 설라지 주와 클루지 주, 비스트리차너서우드 주와 접하며 2개 시와 11개 마을, 63개 지방 자치체를 관할한다.
주 전체 인구 가운데 82.02%는 루마니아인이며 헝가리인(9.07%)과 우크라이나인(6.67%), 로마인(1.74%), 독일인(0.39%)도 거주한다.